# アルコナ
アルコナ（ロシア語: Аркона, ラテン文字転写: Arkona）は、ロシア出身のフォーク・メタルバンド。
ロシア民話やスラブ民族に伝わる神話を題材にし、母国の伝統楽器などを取り入れたスタイルが特徴のペイガンメタル・グループ。バンド名は、スラヴ人の先キリスト教時代にあった古城が由来。
フロントマンのマリア・"マーシャ・スクリーム"・アルヒポヴァは、デスヴォイスの女性ボーカリストとして成功している一人で、同僚であるセルゲイ・"レイザー"・アトラシュケヴィッチと結婚し2児の母でもある。

## 経歴

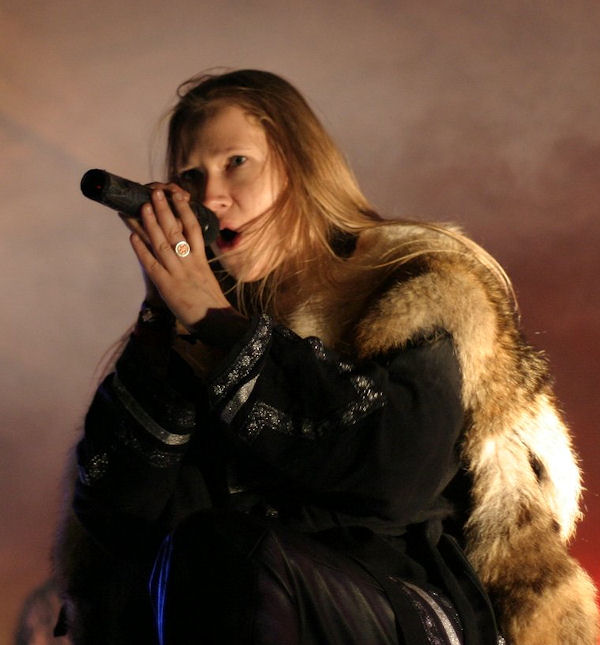
創設者マーシャ・スクリーム (2010年)

ドルゴプルドニのネオペイガニズム同好会で知り合ったマリア・"マーシャ・スクリーム"・アルヒポヴァとアレクサンドル・"ウォーロック"・コロリョフが2002年2月に「ギペルボレヤ (Гиперборея)」というバンドを始め、その後エヴゲーニイ・クニャーゼフがギター、エヴゲーニイ・ボルゾフがベース、オルガ・ロギノヴァがキーボードで加入しバンド名を「アルコナ (Аркона)」に変更、同年の終わり頃に「Русь」というデモをモスクワ・CDM・スタジオにてレコーディングした(ちなみに「Русь」収録の3曲はその後2006年にリリースされたライブアルバム「Жизнь во славу...」のボーナストラックに収録されている)。その後ロシアのフォーク・メタルのバンド(バタフライ・テンプル、ペイガン・レイン、スヴァルガ、ロッソマハールなど)とライブ活動を続けた。
しかしマーシャ以外のバンドメンバーの活動に対する情熱が冷めてしまったため、2003年9月に一度解散。マーシャは一人で活動する事を選び、ソロアルバム作りや「Nargathrond」というプロジェクトバンドや他のバンドで歌うなどソロ活動を続けた。結局同年末に新たにセルゲイ・レイザーをギターに、ルスラーン・クニャーズィをベースに、 ヴラド・アーティストをドラマーに迎え、新生アルコナを結成。2004年3月に1stアルバム『Возрождение』をサウンドエイジ・プロダクションズよりリリースした。また同年の秋には2ndアルバム『Лепта』をレコーディングし12月にリリースした。
2005年に多様な音楽性を持った3rdアルバム『Во славу великим!』をリリースした。このアルバムにはロシアの有名な伝統楽器演奏者であるヴラジーミル・チェレポヴスキーを迎え、ロシアのフォークメタルバンドである「Svarga」や「Alkonost」のメンバーも参加し、同年9月にはロシアにてゴールドディスクを獲得した。10月に行われたアルバムのプレゼンテーション・セレモニーで演奏された曲がライブアルバムおよびDVD「Жизнь во славу...」として2006年3月にリリースされた。
2007年の4thアルバム『От сердца к небу』では、再度ヴラジーミル・チェレポヴスキーやベラルーシの伝統音楽合唱団・ゴスティーツァも参加している。このアルバムでベルギーのアーティスト・クリス・ヴァーウィンがアルバムのアートワークを担当し、その後のアルバムも彼がデザインしている。
2008年3月にドイツの「ラグナロク・フェスティヴァル」に出演し、ナパーム・レコードとの契約を獲得。4thアルバムの『От сердца к небу（英題：Ot serdtsa k nebu)』をナパームレコードから再リリースした,。約30日にも及びヨーロッパツアーを敢行しツアーの締めくくりとしてチェコの「ブルータル・アサルト・フェスティヴァル」に出演した。
2009年10月にリリースされた野心的な5thアルバム『Goi, Rode, Goi!』は、合唱隊や五重奏団などを含む40人以上のミュージシャンやアーティストが参加した。伝統楽器はヴラジーミル・チェレポヴスキー所有の音楽スタジオでレコーディングされ、チェレポヴスキーの弟子であるヴラジーミル・ヴォルクがこのアルバムから正式メンバーとしてアルコナに参加している。またこのアルバムに先立って2作目のDVD「Ночь Велесова」が同年5月にリリースされた。
2010年は精力的にヨーロッパをツアーで回り150箇所以上でライブを行った。11月には6thアルバム「Slovo」をリリースし、このアルバムでも多岐に渡る音楽性を取り入れカザンのカザン音楽院の室内楽団やモスクワ音楽院の合唱団が参加した。またフランスのヘルフェスト、ドイツのウィズ・フル・フォース、オーストリアのメタルフェストなどの巨大野外メタルフェスにも出演した。
2011年にはカナダ・アメリカ・メキシコを36日間で回るツアーを行った。ダルリアダおよびダーケスト・エラとのロシアおよびヨーロッパツアー。において結成10周年記念コンサートをモスクワにて行い(そのライブはライブアルバム「Decade of Glory」として2013年としてリリース)、カリブ海でのメタルクルーズ・フェス「70,000トンズ・オヴ・メタル」にも参加した。10月にはアメリカでのヘッドライナーのツアー中にレコーディングを行っている。
2014年1月にバンドの公式フェイスブックページにて、ドラムのヴラド・"アーティスト"・ソコロフが個人的な理由でバンドを離れる事が発表された。過去10年間の活動の中で初めてのメンバーチェンジであり、新しいドラマーとしてアンドレイ・イシュチェンコが加入する事になった。また同年4月にコンセプトアルバム『Yav』がリリースされた。
2016年、ペイガンメタル・イベント「PAGAN METAL ALLIANCE VOL.2」出演にて初来日公演。デビューアルバム『Возрождение（英題：Vozrozhdenie)』を再レコーディングしたリニューアル盤をリリース。
2018年、8thアルバム『Khram』を発表。

## その他
アルコナの作品は各方面から「ペイガンメタルとして最高の作品の1つ」と賞賛されている。またヴラジーミル・ヴォルクを除く他のメンバーにてペイガン/ゴス系ロックバンド「Nargathrond」としても活動している。
2010年3月11日に放送されたアメリカのNBCの人気コメディドラマ「The Office」でのSt.パトリック・デイの回にて、「Goi, Rode, Goi!」に収録されている「Yarilo」が残業を命じられたロシア人と思われる3人が歩くシーンに挿入歌として使われた。

## メンバー
※2020年5月時点 

### 現ラインナップ
- マリア・"マーシャ・スクリーム"・アルヒポヴァ (Maria "Masha Scream" Arkhipova, Мария "Masha Scream" Архипова) – ボーカル/キーボード/フルート/コムズ/タンバリン/ハーモニカ/アコースティック・ギター/シェイカー/シャーマン・ドラム (2002- )
- セルゲイ・"レイザー"・アトラシュケヴィッチ (Sergei "Lazar" Atrashkevich、Сергей "Lazar" Атрашкевич) – ギター/バラライカ/コムズ/ヤクート/口琴/バッキング・ボーカル (2003- )
- ルスラーン・"クニャーズィ"・ロソマヘロフ (Ruslan "Kniaz" Rosomaherov) – ベース (2003- )
- ヴラジーミル・"ヴォルク"・レシェツニコフ (Vladimir "Volk" Reshetnikov、Владимир "Volk" Решетников) – バグパイプ/ホイッスル/リコーダー/ソピルカ/ジャレイカ/ハーディ・ガーディ/バッキング・ボーカル (2011- )
- アンドレイ・イシュチェンコ (Andrey Ishchenko、Андрей Ищенко) – ドラムス (2014- )

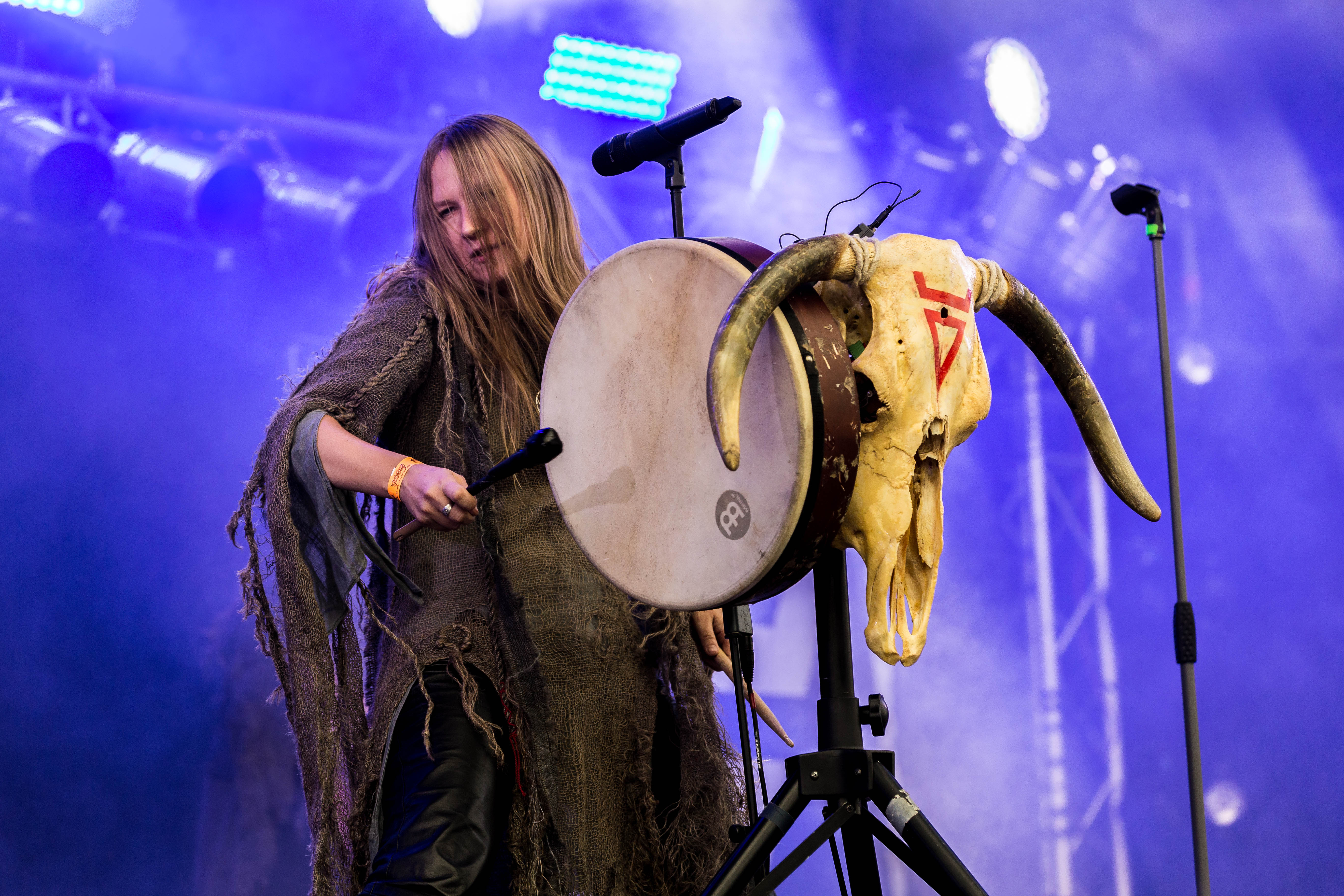
マーシャ・スクリーム(Vo) 2019年
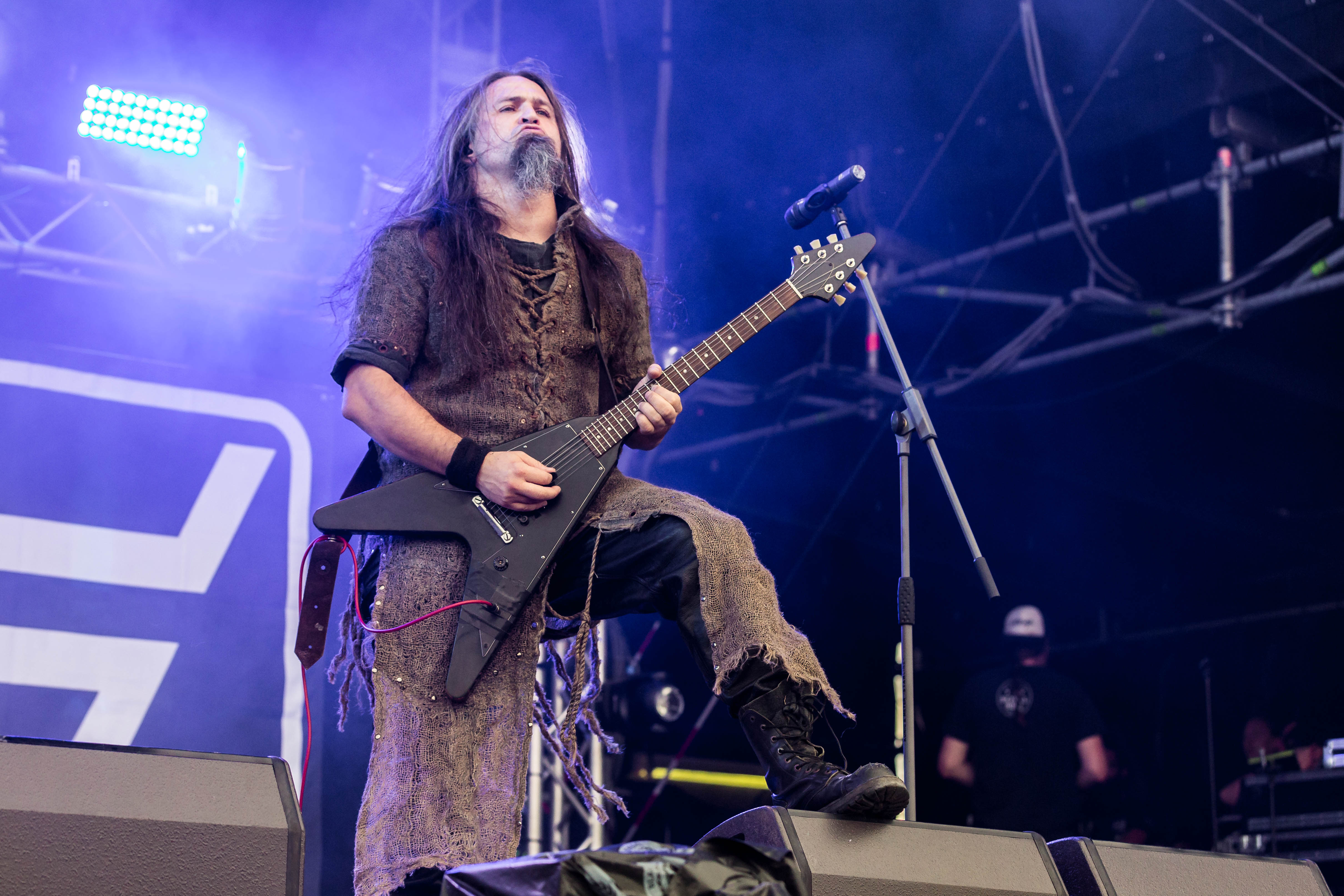
レイザー(G) 2019年
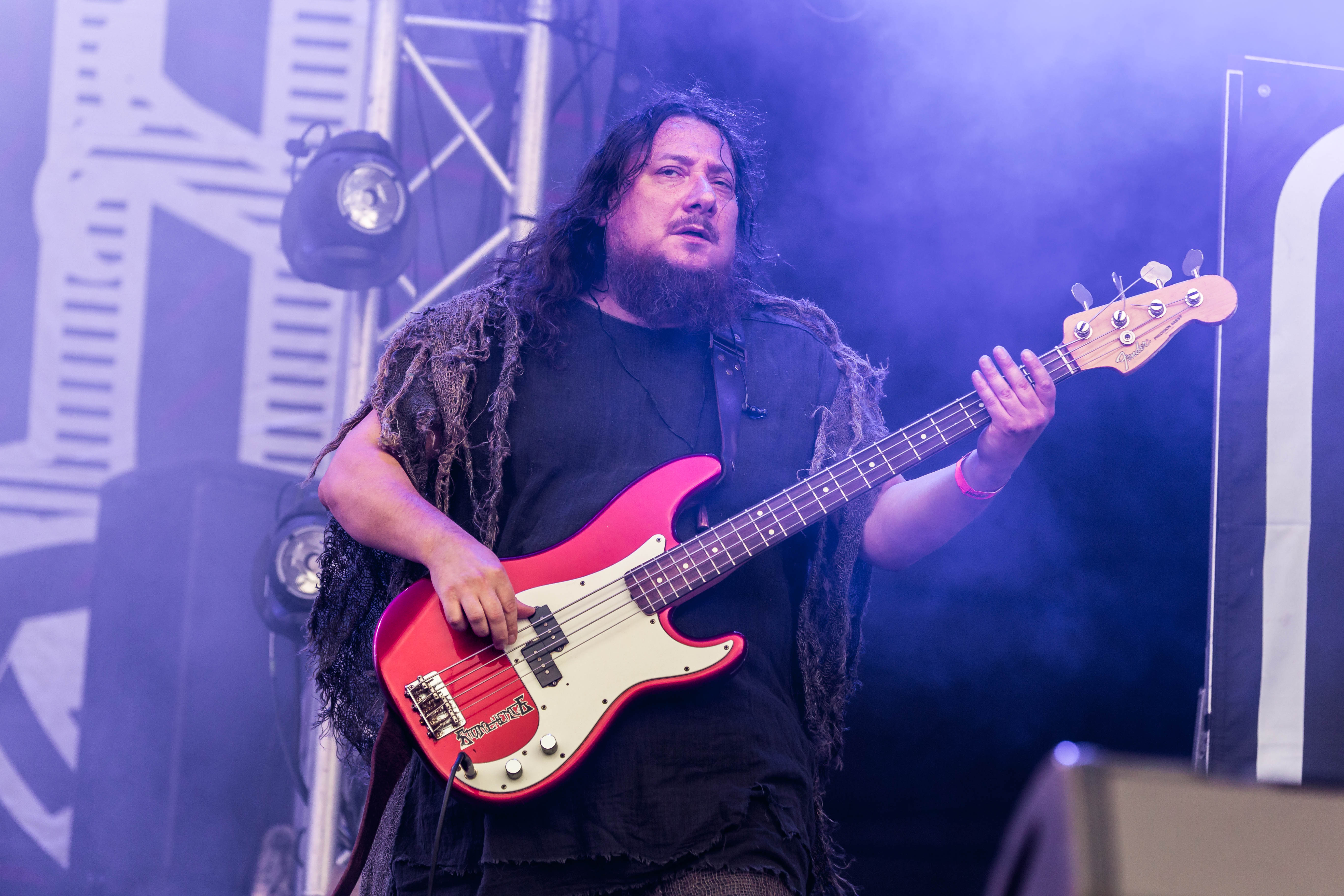
クニャーズィ(B) 2019年
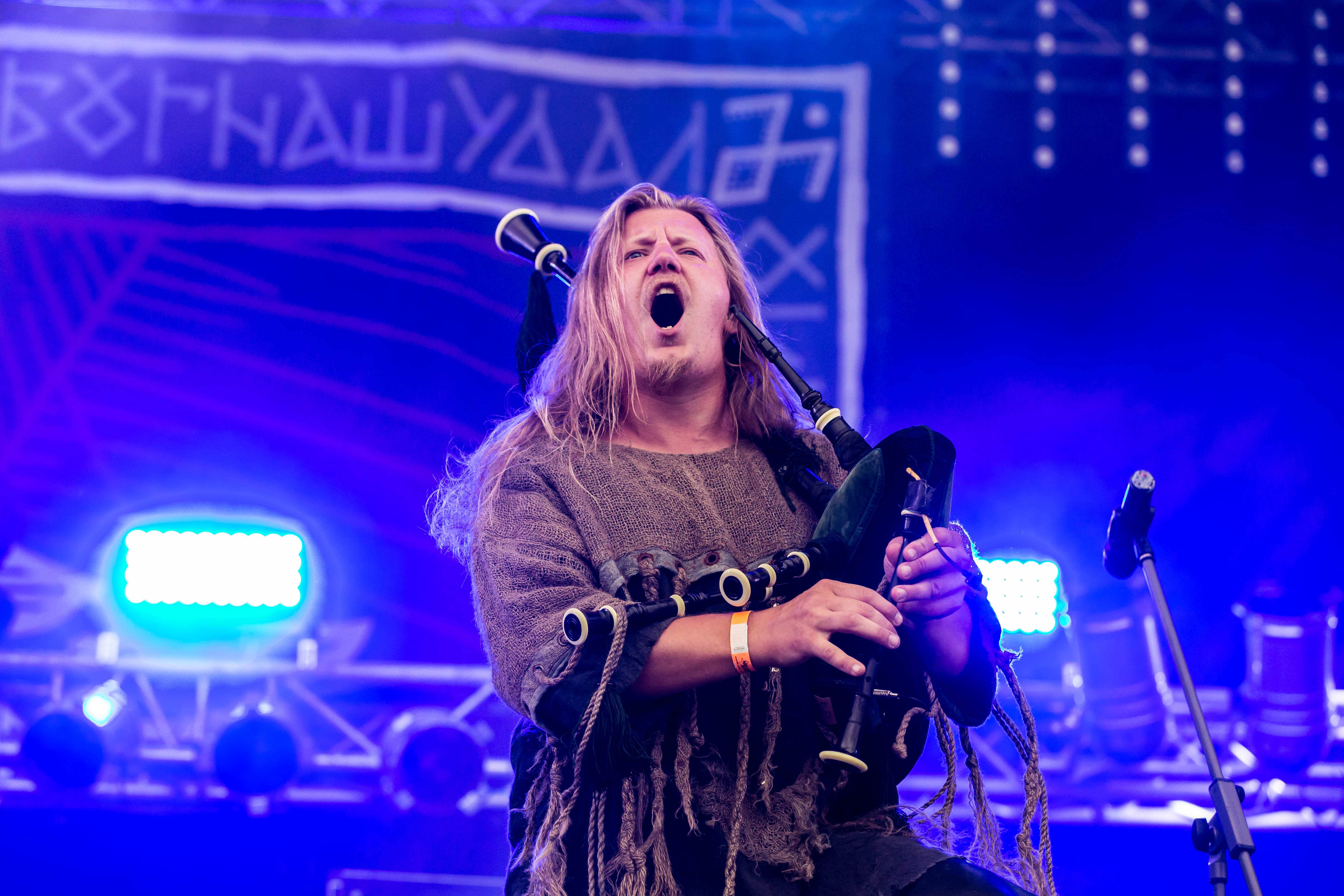
ヴォルク(Rec) 2019年
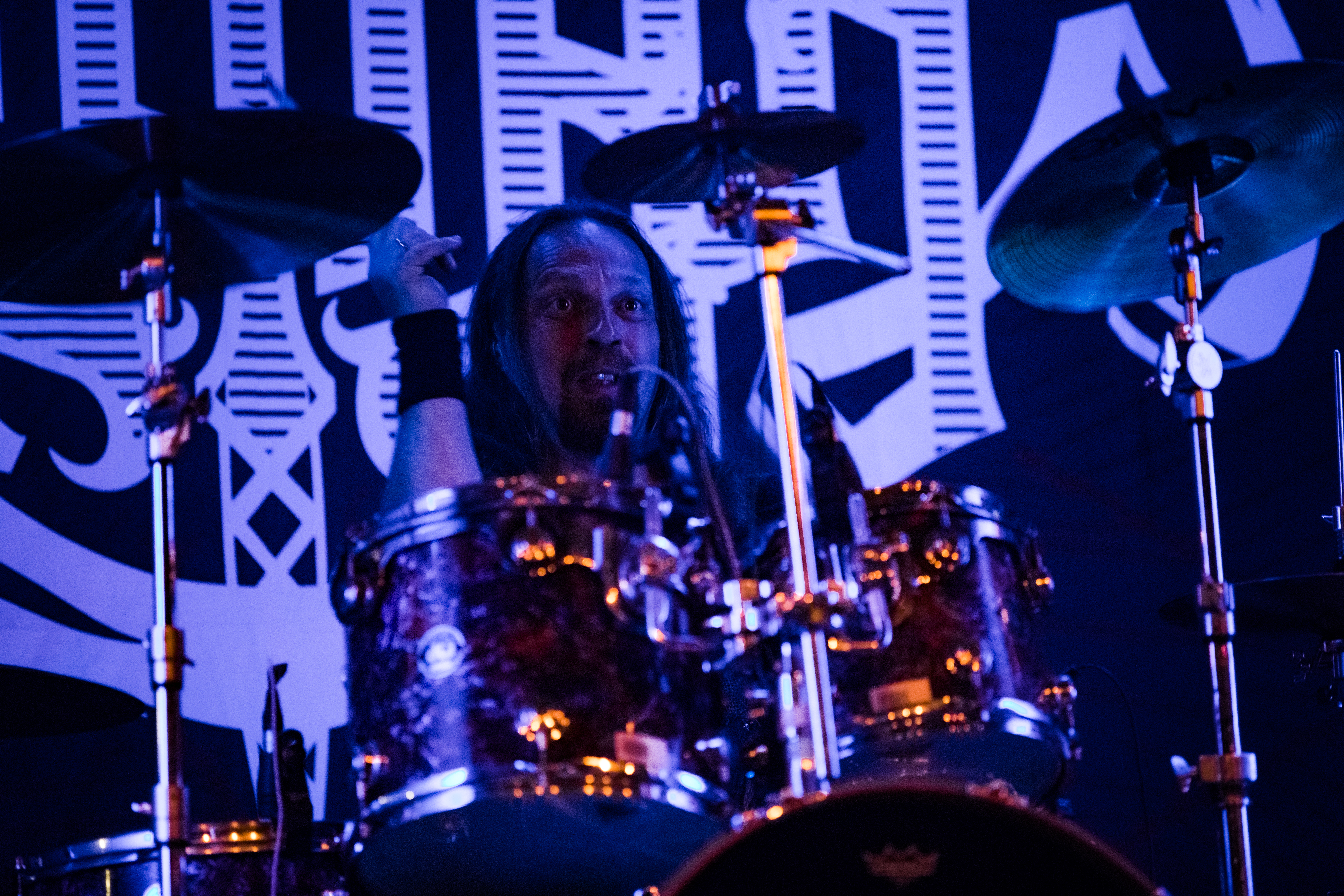
イシュチェンコ(Ds) 2018年

### 旧メンバー
- エヴゲーニイ・クニャーゼフ (Evgeniy Knjazev、Евгений Князев) - ギター (2002-2003)
- イリヤ・ボガティレフ (Ilja Bogatyrev、Илья Богатырёв) - ギター (2002-2003)
- エヴゲーニイ・ボルゾフ (Evgeniy Borzov、Евгений Борзов) - ベース (2002-2003)
- オルガ・ロギノヴァ (Olga Loginova、Ольга Логинова) - キーボード (2002-2003)
- アレクサンドル・ウォーロック (Alexander Warlock) - ドラムス (2002-2003)
- ウラジーミル・"ヴラド・アーティスト"・リョーヴシュキン・ソコロフ (Vladimir "Vlad Artist" Lyovushkin Sokolov、Владимир "Vlad Artist" Лёвушкин Соколов) - ドラムス、パーカッション、キーボード (2003-2014)

## ディスコグラフィ

### スタジオ・アルバム
- Возрождение (2004) - 2016年（英題：Vozrozhdenie）再レコーディング盤リリース
- Лепта (2004)
- Во славу великим! (2005)
- От сердца к небу (2007)
- Goi, Rode, Goi! (2009)
- Slovo (2011)[14]
- Yav (2014)
- Khram (2018)

### EP
- Stenka na Stenku (2011)

### ライブアルバムおよびDVD
- Жизнь во славу... (2006)
- Ночь Велесова (2009)
- Decade of Glory (2013)

### デモ
- Русь (2002)

### ミュージックビデオ
- "Slavsia, Rus!"
- "Pokrovi Nebesnogo Startsa"
- "Goi, Rode, Goi!"
- "Liki Bessmertnykh Bogov"
- "Yarilo"
- "Stenka na Stenku"
- "Zov Pustyh Dereven'"
- "Serbia"